# Svindersvik

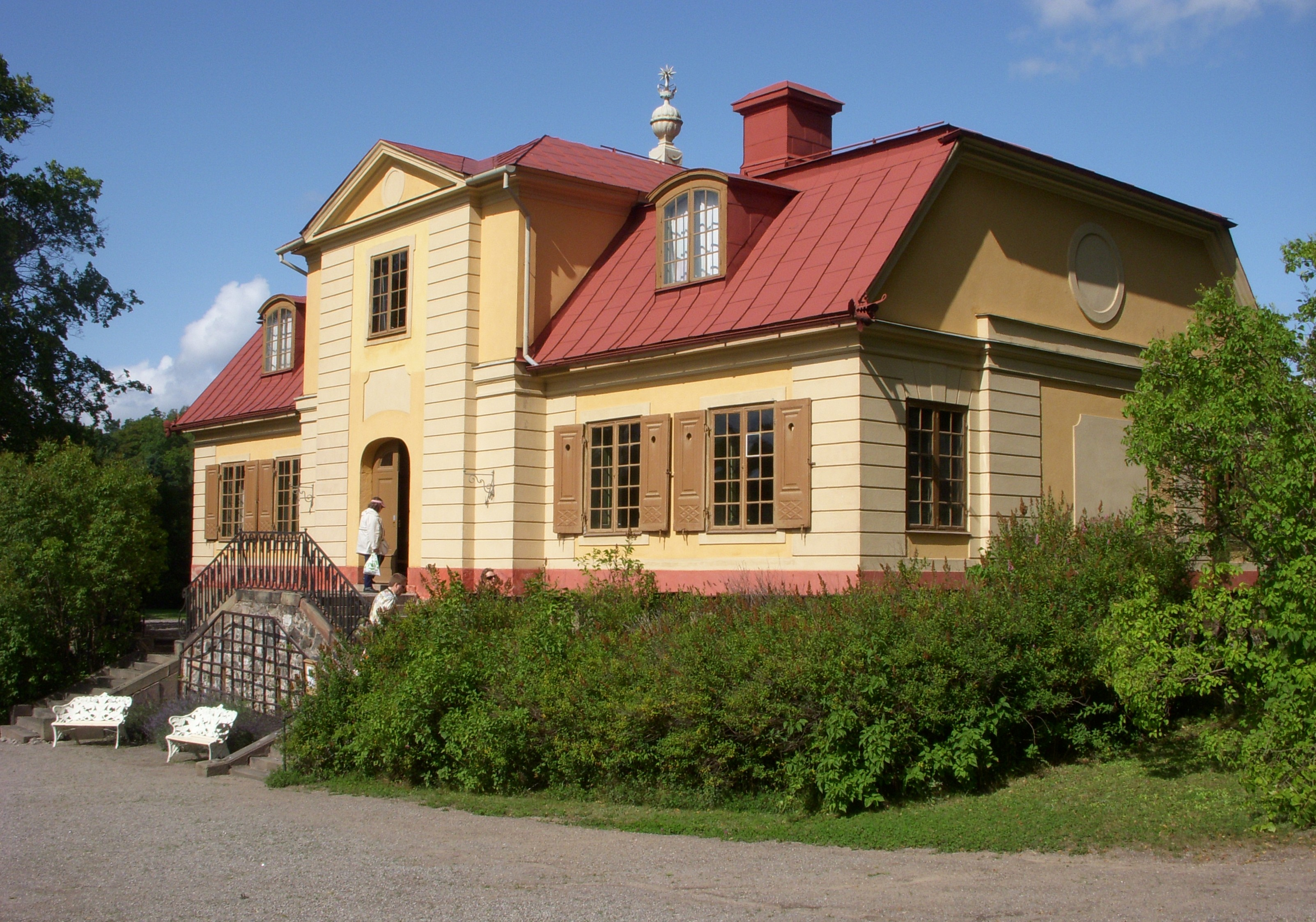
Svindersviks huvudbyggnad i augusti 2009.

Svindersvik är ett välbevarat sommarnöje från 1700-talets mitt i Sicklaö socken i Nacka kommun. Byggnaderna ligger vid Svindersvikens södra strand i Nacka och ritades av arkitekt Carl Hårleman för köpmannen Claes Grill. Egendomen räknas som en av Sveriges bäst bevarade rokokoanläggningar.
På 1940-talet överläts Svindersvik till Nordiska museet, vilket är en av anledningarna till att sommarnöjet fortfarande är så välbevarat och har fått behålla sin ursprungliga prägel. En annan anledning är att Svindersvik aldrig har varit åretruntbostad. Sommartid visas huset för allmänheten.
I mars 2024 förklarade Länsstyrelsen i Stockholms län Svindersvik som byggnadsminne.

## Historik

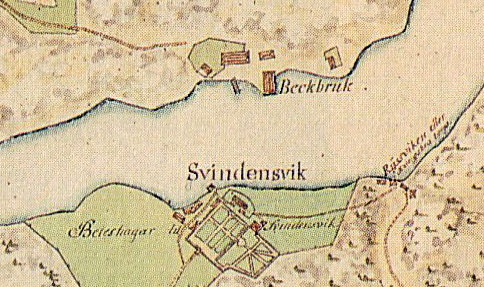
Svindersvik på en karta från 1744

Gården uppfördes på 1740-talet som sommarbostad åt köpmannen Claes Grill och hans familj. Redan 1721 hade det Grillska handelshuset köpt Johan van Swinderns beckbruk på vikens norra strand, och Claes Grill hade på det sättet fått upp ögonen för området.
Arkitekt var Carl Hårleman som lyckades förena en herrgård och en stuga i samma byggnad. Han hade inspirerats av fransk rokoko, men anpassat den till svenska förhållanden. Huset är en föregångare till så kallade grosshandlarvillor. Dessa uppfördes som sommarbostäder långt utanför Stockholm och blev vanliga först under 1800-talet. 
Claes Grill, som avled 1767, testamenterade Svindersvik till sin dotter Anna Johanna och mågen Henric Wilhelm Peill. År 1780 sålde dessa gården till Catharina Charlotta De Geer. Efter hennes död 1787 testamenterades egendomen till yngste sonen Louis De Geer som 1791 sålde Svindersvik till grosshandlaren och brukspatronen Gustaf Westerberg. Westerberg avled 1812 och tre år senare (1815) sålde änkan Svindersvik till tobaksfabrikören Thomas Andreas Aspelin. Hans son Thomas Aspelin ärvde egendomen 1836 och sålde den 1863 till Knut Almgren, grundaren till KA Almgrens sidenväveri. Efter Knut Almgrens bortgång 1884 gick Svindersvik i arv till hans fyra söner. Svindersvik stannade i Almgrens ägo till 1949 när Nordiska museet tog över.

## Bebyggelsen

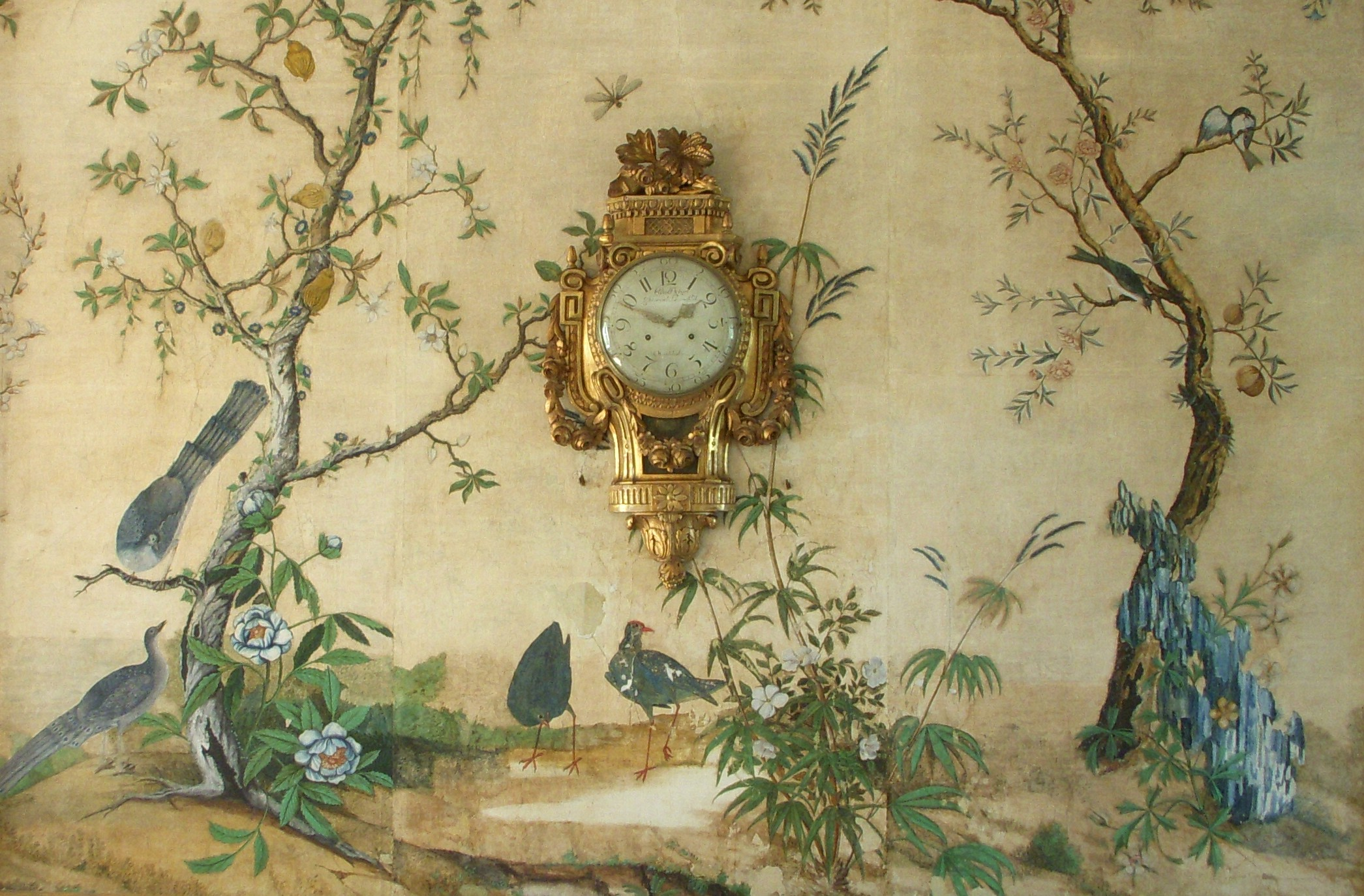
Rispapperstapeten i salongen

Svindersvik består av en liten huvudbyggnad i två våningar. På bottenvåningen finns en hall med en oval taköppning genom vilken dagsljuset från övervåningen söker sig ner. Huset är strikt symmetriskt med en mittaxel genom entré, matsal och balkong. Till vänster om denna mittaxel ligger en stor salong och till höger två mindre rum, varav ett sovrum. I rummen står kakelugnar och sidenklädda sittmöbler. De flesta möblerna på Svindersvik har stått där sedan 1700-talets slut. På väggarna finns kinesiska rispapperstapeter med ostindiska blomstermönster. På övervåningen dominerar ett stort biljardrum med biljardbordet från 1700-talet bevarat. Byggnaden är uppförd i tegel. Elektricitet eller moderna uppvärmningsanordningar finns inte.
Förutom huvudbyggnaden finns köksflygeln som är något yngre än huvudbyggnaden. Köksflygeln står på en äldre grund, förmodligen från 1500-talet. Köket var för tiden mycket modernt med inbyggda underskåp, marmorklädda arbetsbänkar och vask med vattenavrinning. Nere vid stranden finns en paviljong i tegel som är byggd i gustaviansk stil och används som festsal. Salen rymmer cirka 200 personer och innehåller bland annat en av Sveriges högsta kakelugnar (4,65 meter). Paviljongen uppfördes runt 1750 och byggdes till på 1780-talet. Från början var den formgiven i en annan stil, men man byggde om den som en överraskning åt kung Gustav III till ett av hans besök. Om Gustav III någonsin vistades på Svindersvik är dock oklart.
Runt huvudbyggnaden finns några mindre, röda stugor avsedda för tjänstefolk och trädgårdsmästare. Brygghuset är numera ett café.  
Det finns även en vacker park. En del av parken försvann i samband med bygget av Värmdöleden. De gamla knotiga äppelträden i parken härstammar från 1700-talet. En del av slottsparken är kvar söder om Värmdöleden på Svindersberg. 

## Bilder

Exteriör
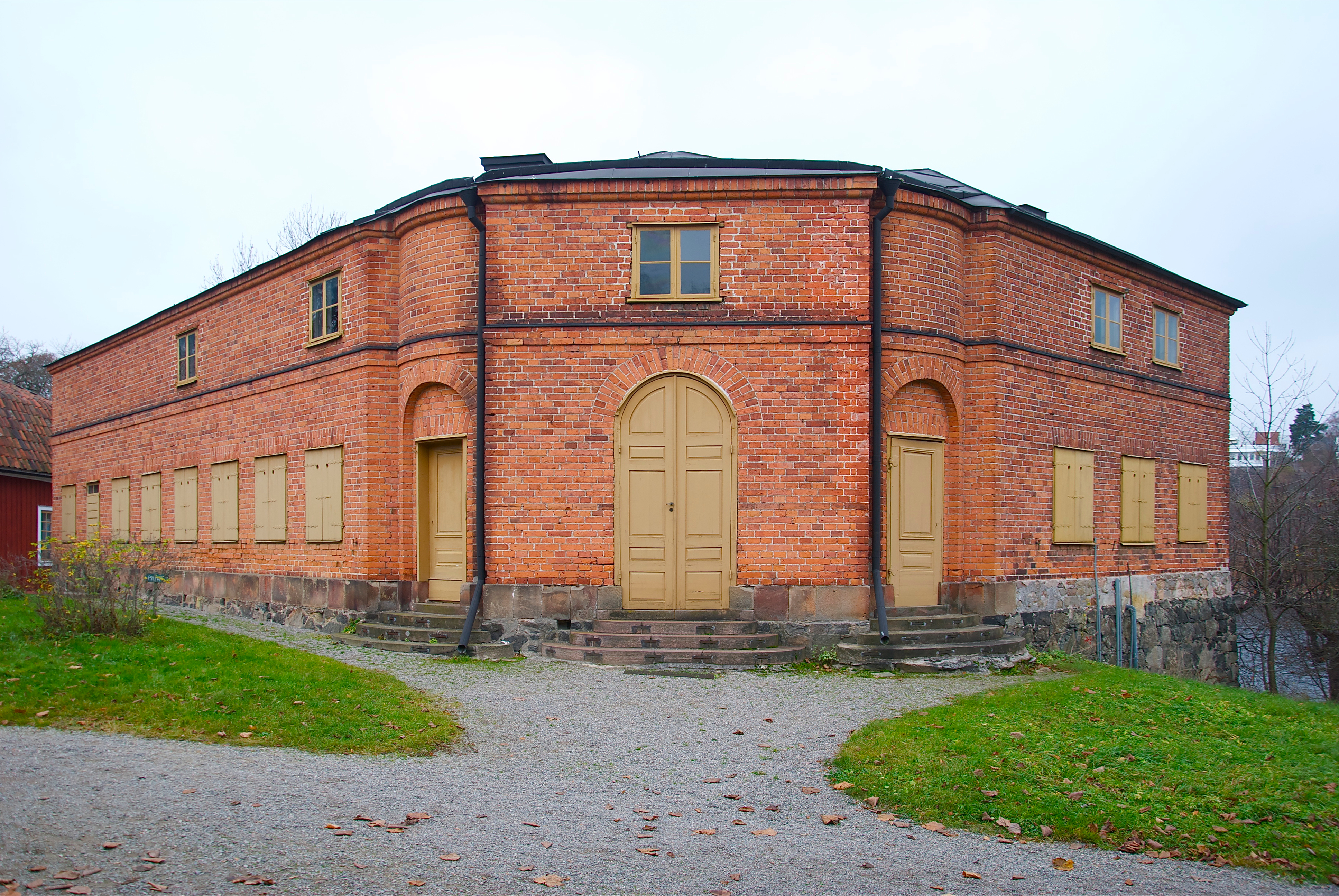
Tegelpaviljongen
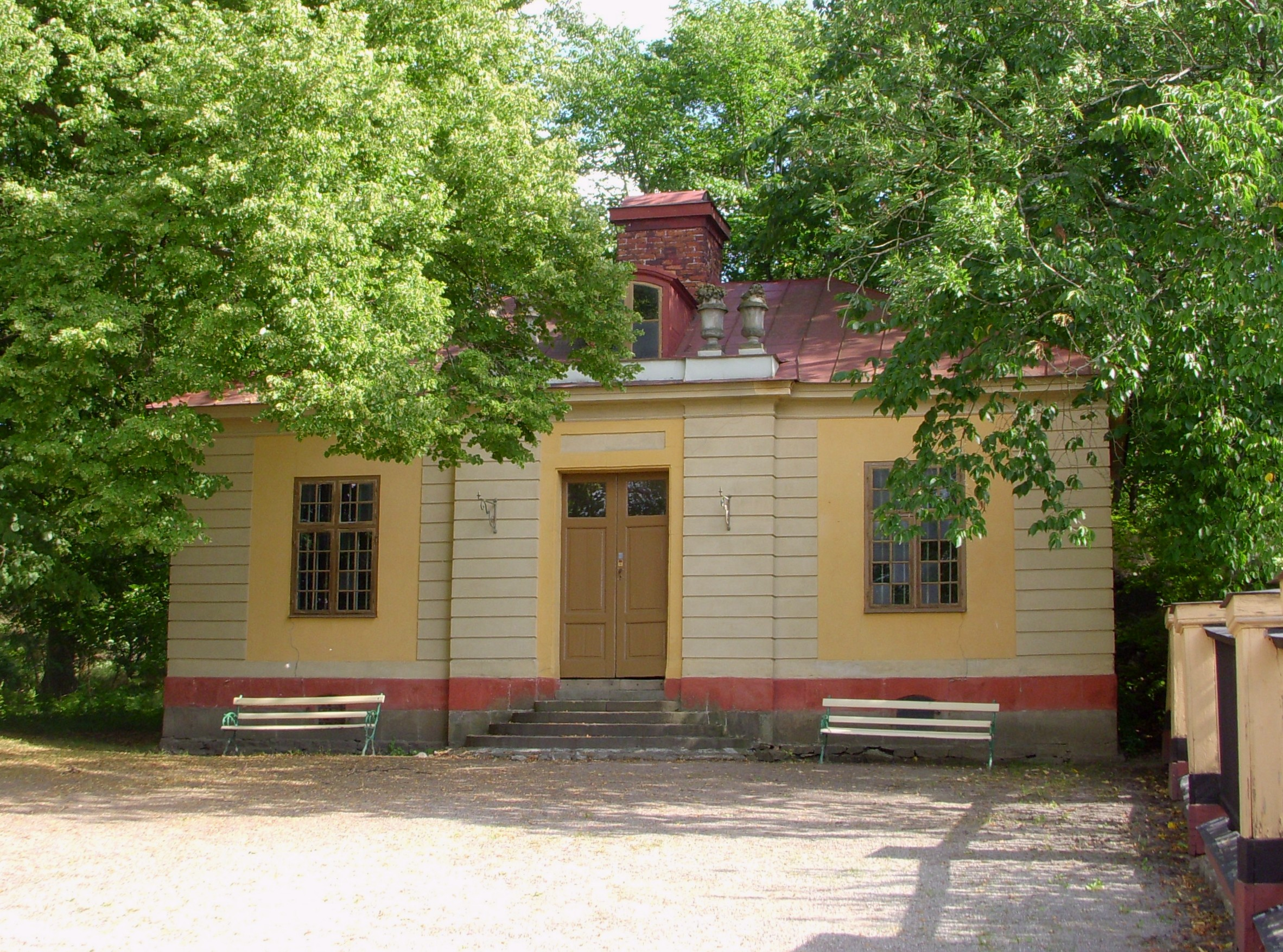
Köksflygeln
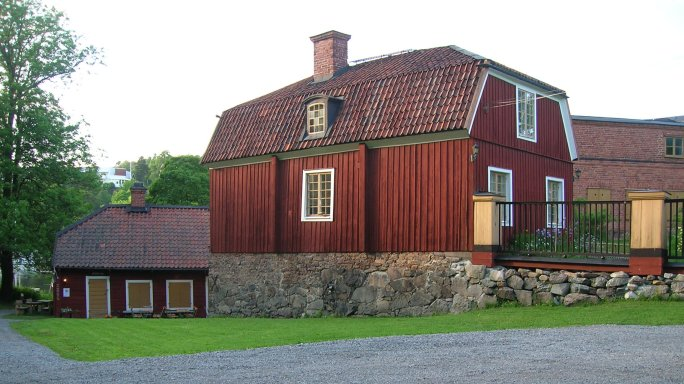
Trädgårdsmästarbostaden
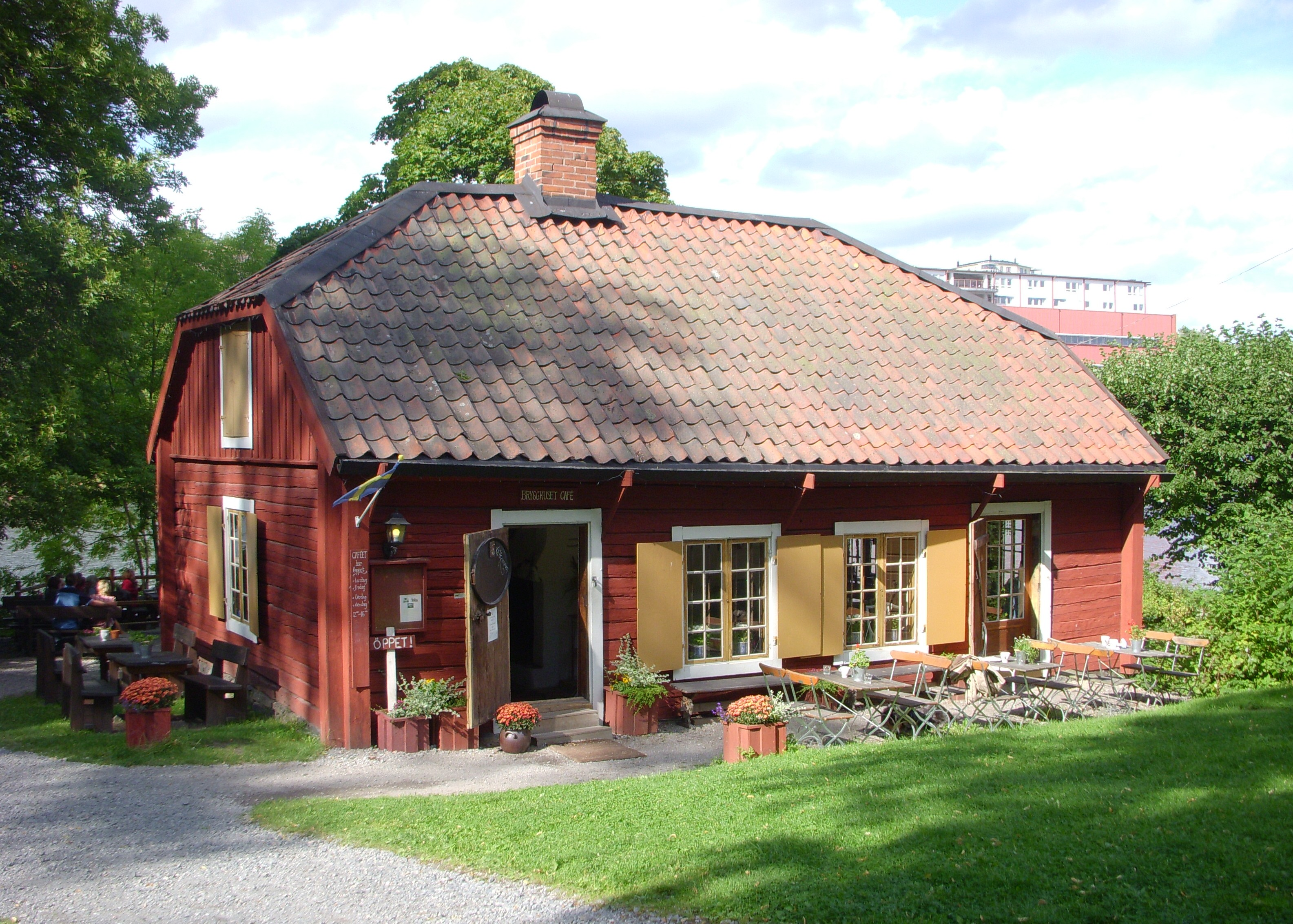
Brygghuset, Café

## Interiörbilder

Interiör
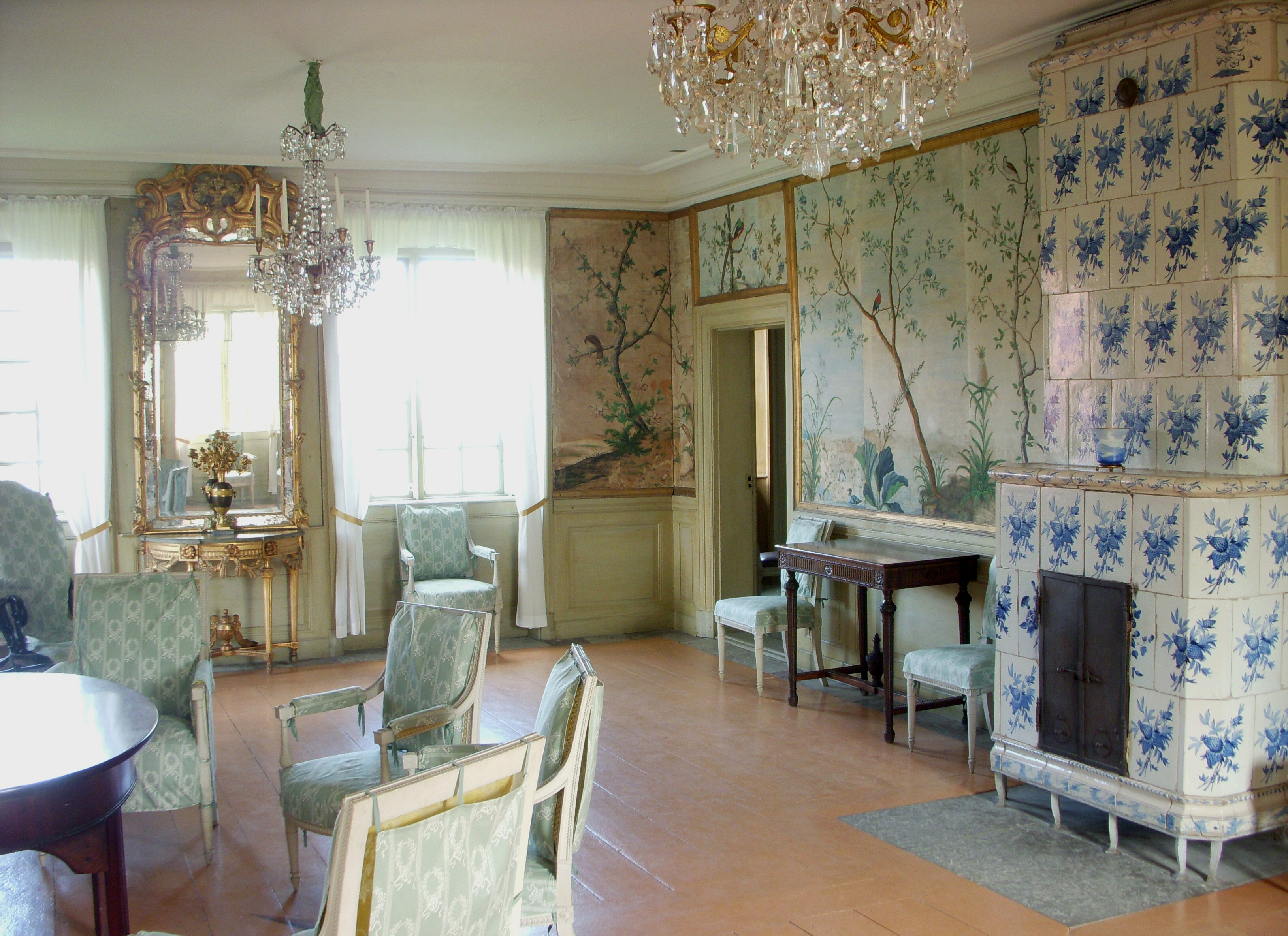
Salongen
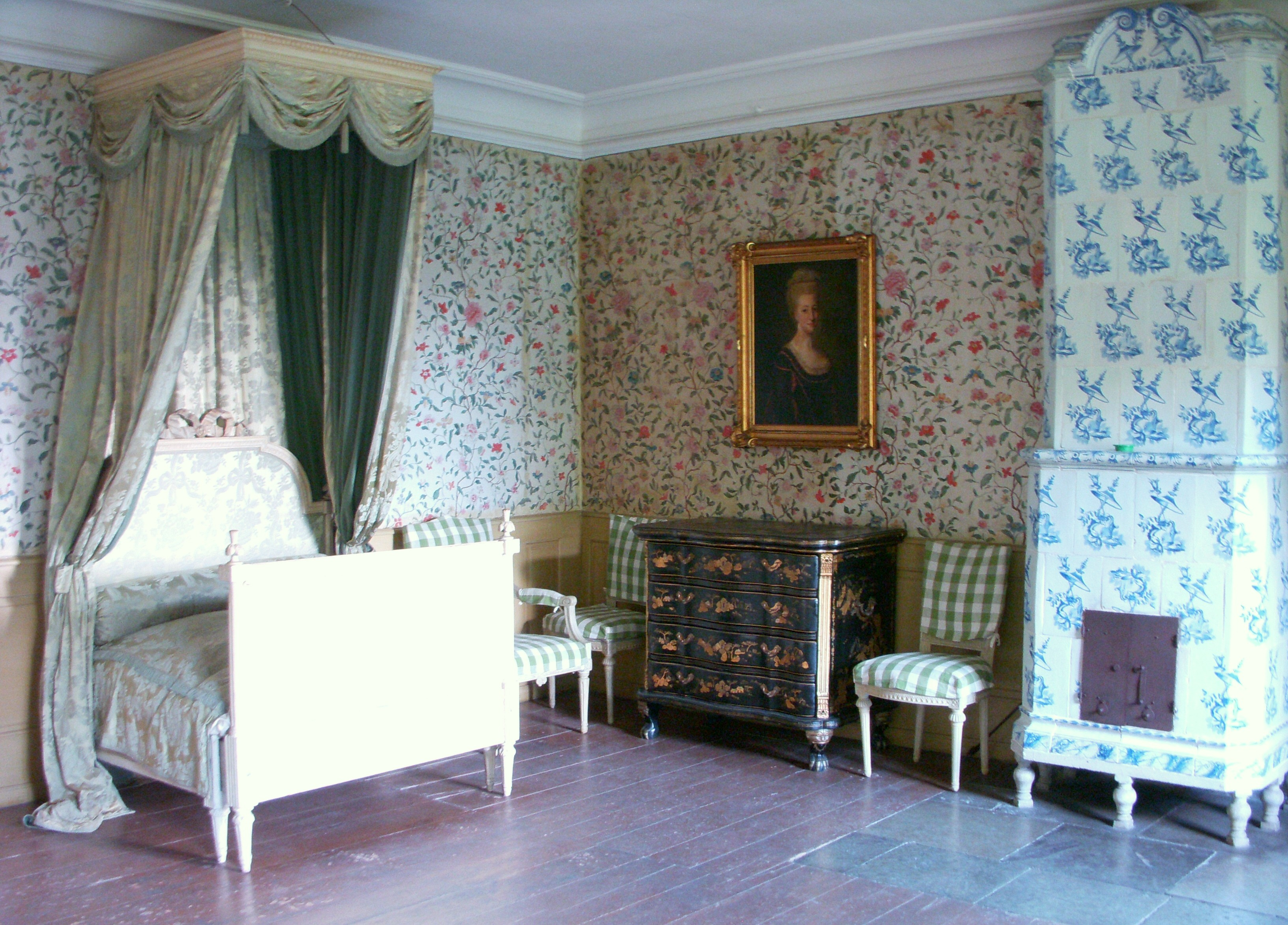
Sovrummet
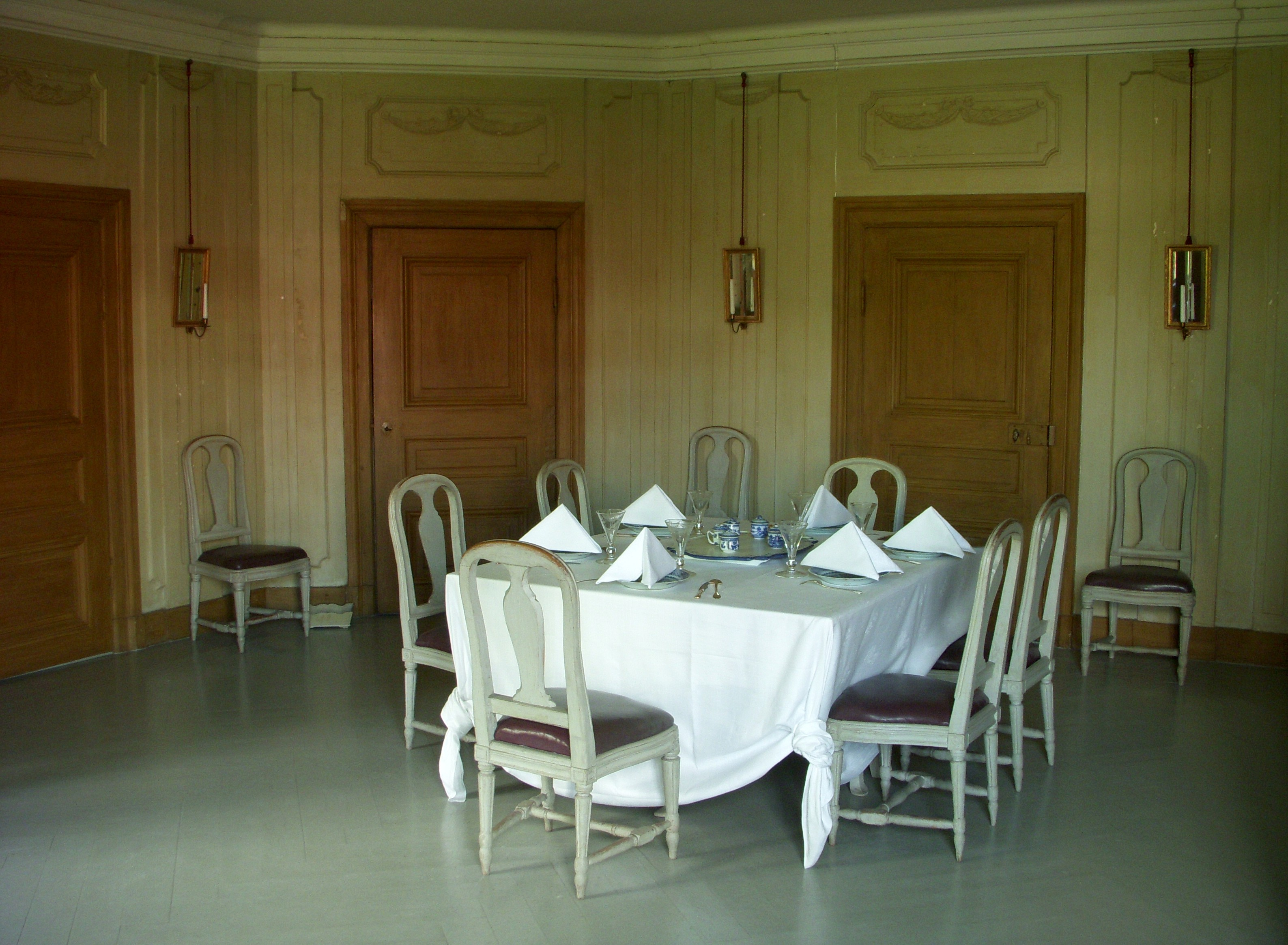
Matsalen
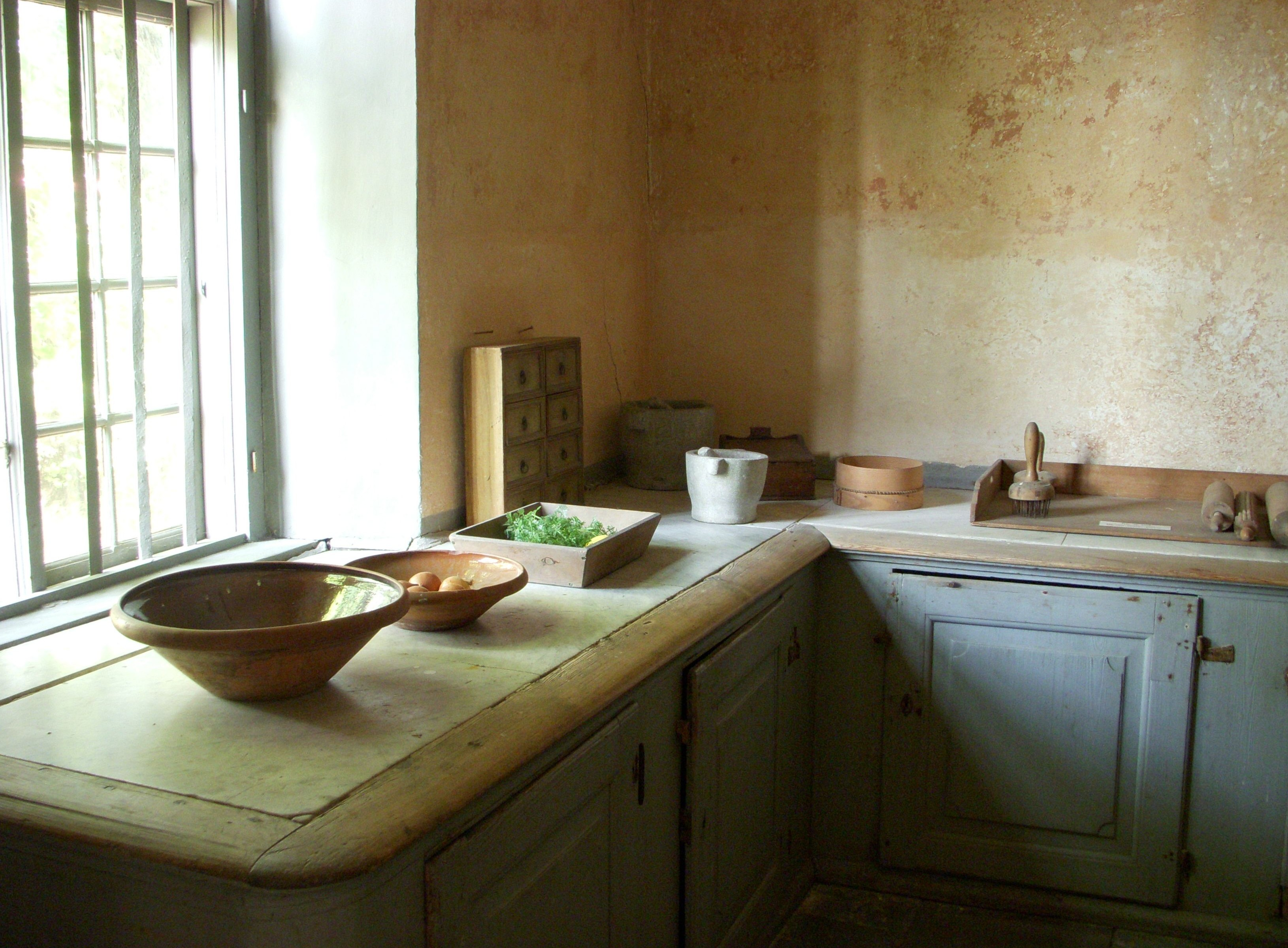
Köket